# Sophie van Württemberg

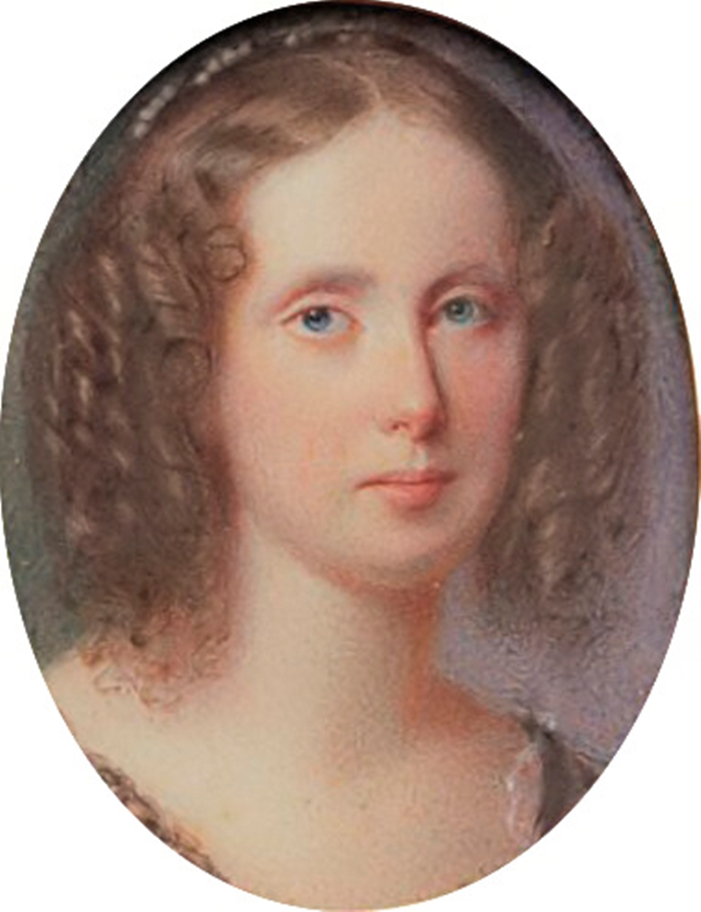
Miniatuur van prinses Sophie, aquarelverf op ivoor, maker onbekend

Sophia Frederika Mathilda, Prinses van Württemberg, geboren als Sophie Frederike Mathilde von Württemberg (Slot Ludwigsburg, 17 juni 1818 — Wassenaar, 3 juni 1877), was als eerste echtgenote van koning Willem III van 17 maart 1849 tot haar overlijden koningin der Nederlanden en groothertogin van Luxemburg. Haar roepnaam was Sophie. Als koningin stond ze bij leven bekend als Sophia en dient niet te worden verward met Sophie van Oranje-Nassau.

## Biografie

### Jeugd

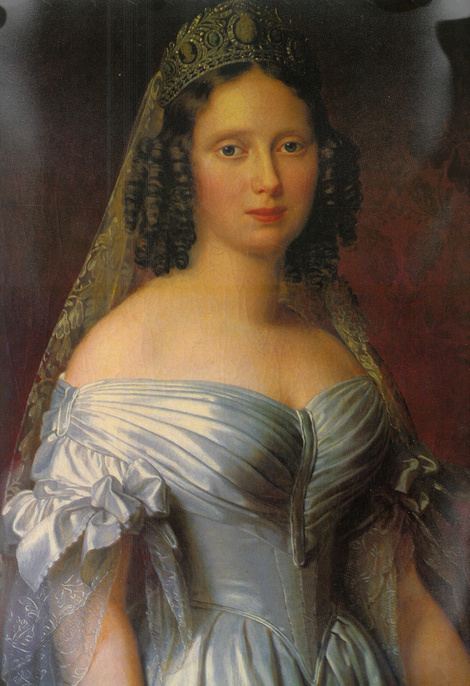
Een nog jonge prinses Sophie

Sophie werd als prinses geboren in Stuttgart als dochter van koning Willem I van Württemberg en grootvorstin Catharina Paulowna van Rusland, een dochter van tsaar Paul I. Sophie en haar latere echtgenoot Willem (zoon van de zuster van Catharina, Anna Paulowna) waren dus volle neef en nicht. Zeven maanden na de geboorte van Sophie overleed haar moeder, waarna ze grotendeels door haar stiefmoeder, de tweede echtgenote van haar vader, Pauline van Württemberg, werd opgevoed. Sophie was ook een volle nicht van de Russische tsaren Nicolaas I en Alexander I.
Koning Otto I van Griekenland dong naar haar hand, maar haar vader vond zijn argument - haar naam Sophia is Grieks voor wijsheid - niet ter zake doen. Daarnaast had hij geen vertrouwen in het pas opgerichte Griekse koningshuis. De Nederlandse erfprins Willem, de latere koning Willem III, toonde eveneens zijn interesse en ook diverse anderen gaven er blijk van met haar in het huwelijksbootje te willen stappen. Haar vader vond Willem een uitstekende partij.
Sophie was niet verliefd op Willem en vroeg bedenktijd. Hoewel ze niet op iemand anders verliefd was, zo zou ze later in haar memoires schrijven, had ze wel fantasieën over hertog Willem van Brunswijk. Hij ging door voor een aantrekkelijke man en hoewel ze hem nog nooit had ontmoet, droomde ze ervan zijn echtgenote te worden. Nadat de Hollandse prins Willem zijn belangstelling om met Sophie te trouwen kenbaar had gemaakt, ontmoette zij per toeval de Duitse hertog op een galabal. Hij was erg galant tegen haar en Sophie raakte nog meer onder de indruk, maar de volgende dag deed hij erg terughoudend, waardoor ze naar eigen zeggen alsnog koos voor de Nederlandse erfprins.
Ze had hem voor het eerst ontmoet rond haar vijfde verjaardag en ze hadden toen een wedstrijd ezelrennen gehouden. De tweede ontmoeting zou veertien jaar later zijn in Den Haag en bij de derde in Württemberg, in 1837, wilde Willem al met haar trouwen. Pas nadat Sophie akkoord had gegeven werd het officiële huwelijksaanzoek ingediend. Dat kwam niet van de erfprins zelf, maar van zijn vader de toenmalige prins van Oranje en latere koning Willem II. Het werd niet rechtstreeks aan Sophie gericht, maar aan haar vader.
Willems moeder, Anna Paulowna, was sterk tegen het huwelijk gekant. Zijn moeder en zijn aanstaande echtgenote mochten elkaar niet. Gedurende de rest van haar leven behandelde Anna Paulowna haar schoondochter minachtend, maar toen Sophie koningin werd, deed zij bij haar schoonmoeder hetzelfde.

### Huwelijk

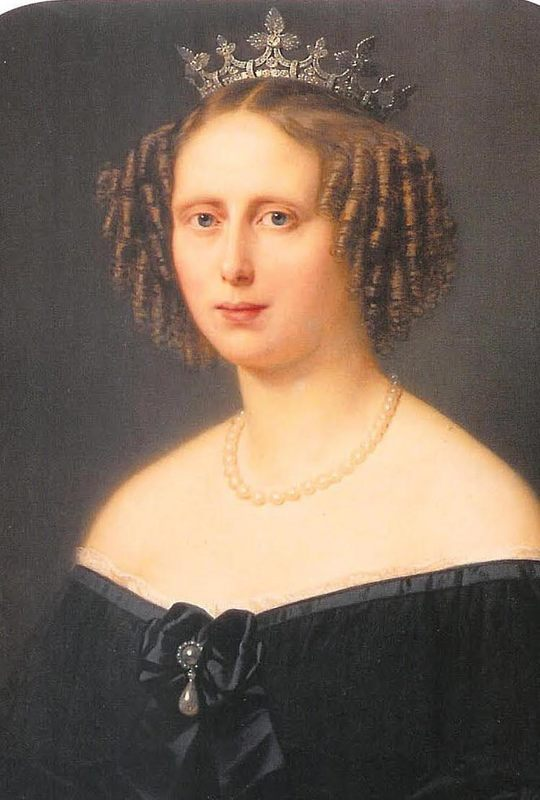
De jonge prinses Sophie

Sophie trad op 18 juni (Waterloodag) 1839 in haar woonplaats Stuttgart in het huwelijk. Het paar vestigde zich in Den Haag op het Paleis aan het Plein. Het werd een slecht huwelijk, mede door Willems nauwelijks verholen buitenechtelijke affaires, andere seksuele uitspattingen en zijn grillige karakter. Sophie op haar beurt had last van hysterische toevallen, waarvoor ze meerdere keren genezing zocht in het kuuroord Bad Ems. Op 4 september 1840 werd hun eerste kind geboren, een zoon.
Sophie liet naar buiten blijken dat ze haar echtgenoot haar mindere vond en ongeschikt als koning. Zij was ervan overtuigd dat zij het als regentes beter zou doen. Sophie, een ware femme savante, was in intellectueel opzicht veruit de meerdere van haar echtgenoot.
Al in 1842 wilde Sophie gescheiden van haar echtgenoot gaan wonen. In een brief aan haar schoonvader, geschreven in de nazomer of herfst van dat jaar, hield ze hem voor dat ze door haar echtgenoot bedreigd en mishandeld werd. Hij zou haar dwingen tot "schandalige handelingen die de zeden en de waardigheid kwetsen van iedere vrouw". "Mijn situatie is onhoudbaar", vervolgde Sophie. Ze vroeg de koning om haar "een wijkplaats toe te staan, waar dan ook. Ik vraag niet om geld. Men heeft me een toevluchtsoord aangeboden waar ik rustig zou kunnen leven (...) Laat u me dan ook mijn kind; tot zijn zevende zal het de zorg van vrouwen nodig hebben." Het werd haar niet gegund. Ze zou bij haar man blijven wonen en nog twee keer zwanger van hem worden, de eerste keer al begin 1843.
Het huwelijk werd er niet beter door. In de zomermaanden van 1846 stormde Willem haar slaapkamer binnen en begon met zijn vingernagels haar hals, keel en armen te krabben, volgens Sophie zonder aanleiding. Ze zag zich genoodzaakt lange handschoenen te dragen om anderen het zicht te ontnemen op de krassen op haar armen. Op 17 maart 1849 stierf haar schoonvader koning Willem II, waardoor haar man koning der Nederlanden, groothertog van Luxemburg en hertog van Limburg werd en haar maakte tot koningin, groothertogin en hertogin. Ze verhuisde met haar man naar Paleis Noordeinde in Den Haag, wat haar duidelijk beter beviel dan het Paleis aan het Plein. Op 4 juni 1850 stierf haar tweede zoon en kind, vermoedelijk aan een hersenvliesontsteking. Het brak haar hart.
Sophie beviel op 25 augustus 1851 van haar derde kind, opnieuw een zoon. Ook deze bracht geen huwelijksgeluk, want ze wilde scheiden van haar echtgenoot. Op 17 september dat jaar gaf Willem de opdracht om daarvoor de mogelijkheden uit te zoeken. Uiteindelijk leidde dit op 25 december 1855 tot het ondertekenen van een schriftelijke overeenkomst waarbij – zonder tussenkomst van een rechter – overgegaan werd tot een scheiding van tafel en bed. Tevens werd de belofte vastgelegd dat als Willem als vorst zou zijn afgetreden, overgegaan zou worden tot een formele echtscheiding. Willem kreeg het gezag over hun oudste zoon toegewezen, met de verplichting dat die zijn moeder regelmatig moest bezoeken. De jongste zoon, die op dat moment vier jaar oud was, werd tot zijn negende jaar onder het gezag van zijn moeder geplaatst. Sophie kreeg als woonverblijf Paleis Huis ten Bosch toegewezen. 's Winters mocht zij in Paleis Noordeinde verblijven, waar in die maanden ook Willem woonde, maar beiden kregen van elkaar afgescheiden woonruimte en het was geen van tweeën toegestaan zonder wederzijdse toestemming de ander op te zoeken. Sophie en Willem moesten zich verder onthouden van 'beschuldigingen of toespelingen, waardoor de eer of de waardigheid Hunner Personen kunnen worden gekrenkt'. Bij officiële gelegenheden waren ze verplicht de schijn op te houden en zich als een echtpaar te blijven gedragen. De overeenkomst werd door enkele getuigen medeondertekend en voor de buitenwereld verborgen gehouden.
In haar in 1865-1866 geschreven memoires zou ze haar echtgenoot omschrijven als "... een geestelijk gestoord mens. （...) dit onberekenbare mengsel van absurditeit, onmenselijkheid en dwaasheid - met daartussenin ogenblikken van welwillendheid en rechtvaardigheid."
Willem III heeft tijdens zijn huwelijksleven met Sophie meerdere maîtresses gehad. Over Sophie is niet met zekerheid te zeggen of ook zij een of meer minnaars heeft gehad. Bij leven deden verhalen de ronde dat ze mogelijk in de eerste helft van de jaren vijftig een relatie had met jonkheer Willem Frederik Tindal. Deze geruchten bereikten ook haar echtgenoot. Tindal werd op Sophies verzoek haar kamerbewaarder, maar werd in 1865 oneervol ontslagen, zowel als kamerbewaarder als officier. De reden voor zijn ontslag is niet in de openbaarheid gekomen. In 1857 ontmoette ze de achttien jaar oudere lord George William Frederick Villiers, de vierde graaf van Clarendon. Ze onderhield een innige correspondentie met hem. De briefwisseling werd gevoerd via tussenpersonen en anderen schreven de adressen op de enveloppen. Ze ontmoetten elkaar in het geheim. Haar memoires schreef ze in eerste instantie voor hem.
Uit haar dagboeken en brieven komt Sophie over als een belezen, invoelende, uiterst intelligente en tamelijk warme vrouw, maar tegelijk ook als iemand die hard kon oordelen en weinig op zichzelf reflecteerde. In zijn biografie over Willem III stelt Dik van der Meulen dat Sophie's schoonvader haar als oorzaak zag van de spanningen in haar huwelijk, waarbij de koning sprak over haar 'zenuwkwaal'. Van der Meulen zegt daarover: "Het is een indruk die zich inderdaad wel eens opdringt bij wie Sophies brieven en memoires leest, met haar talloze verzuchtingen over haar eenzaamheid en ongeluk, haar meer dan eens uitgesproken wens om dood te zijn en haar afkeer van bijna iedereen met wie ze in Nederland omging." Vooral haar schoonfamilie moest het dikwijls ontgelden. In 1847 schreef ze bijvoorbeeld over haar doodzieke zwager (hij zou binnen het jaar overlijden): "ik heb lange rijtoeren tête à tête met hem gemaakt en geluisterd naar zijn week gepraat over zijn gezondheid en zijn problemen. Vaak dacht ik bij mezelf, het is net alsof ik alleen ben met een oud wijf."

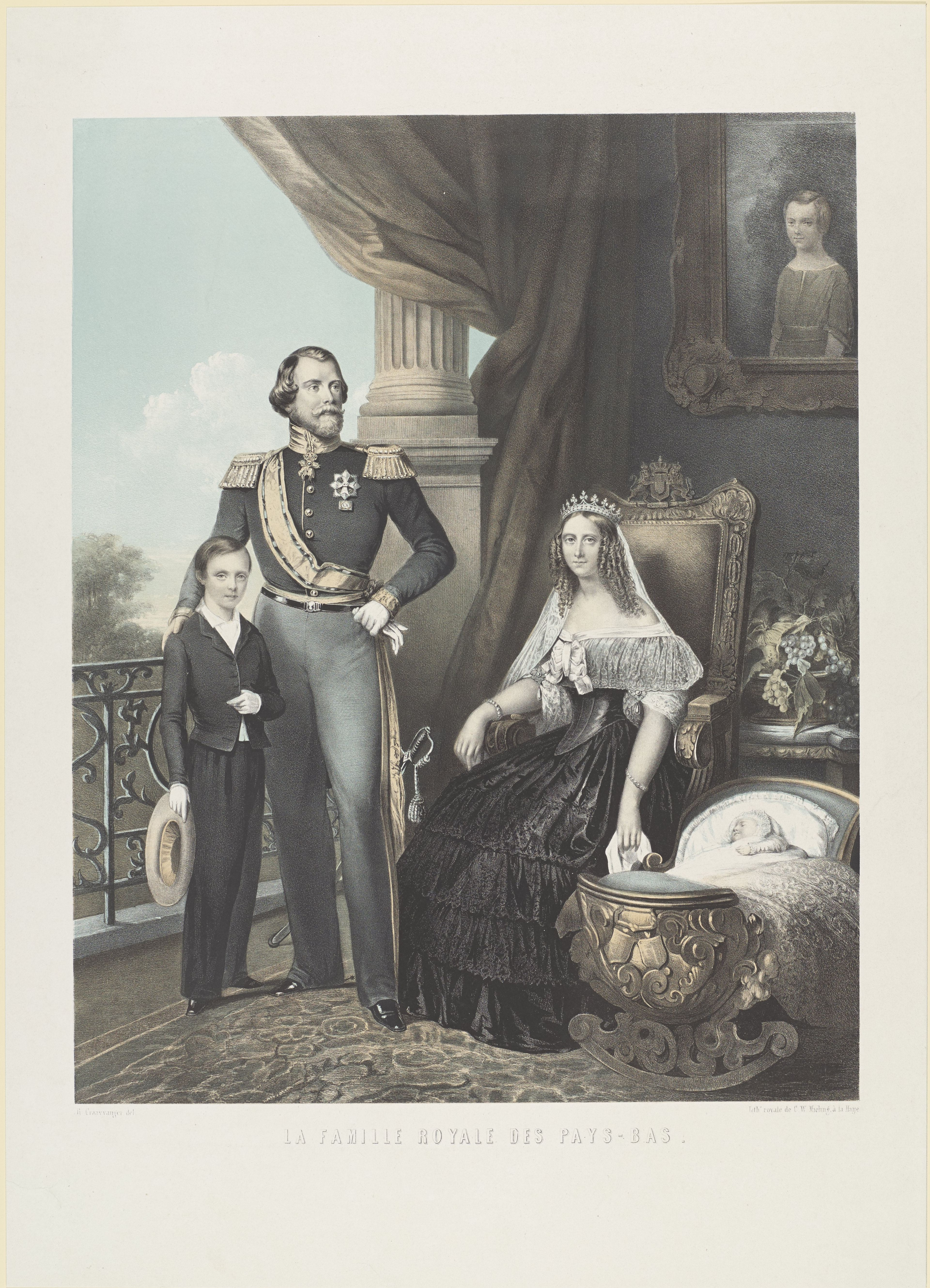
Het Nederlands koninklijk gezin, circa 1851

### Kinderen
Sophie kreeg met Willem drie zonen:
- Willem (1840–1879), prins van Oranje (roepnaam Wiwill)
- Maurits (1843–1850)
- Alexander (1851–1884), prins van Oranje

### Internationale contacten en culturele leven

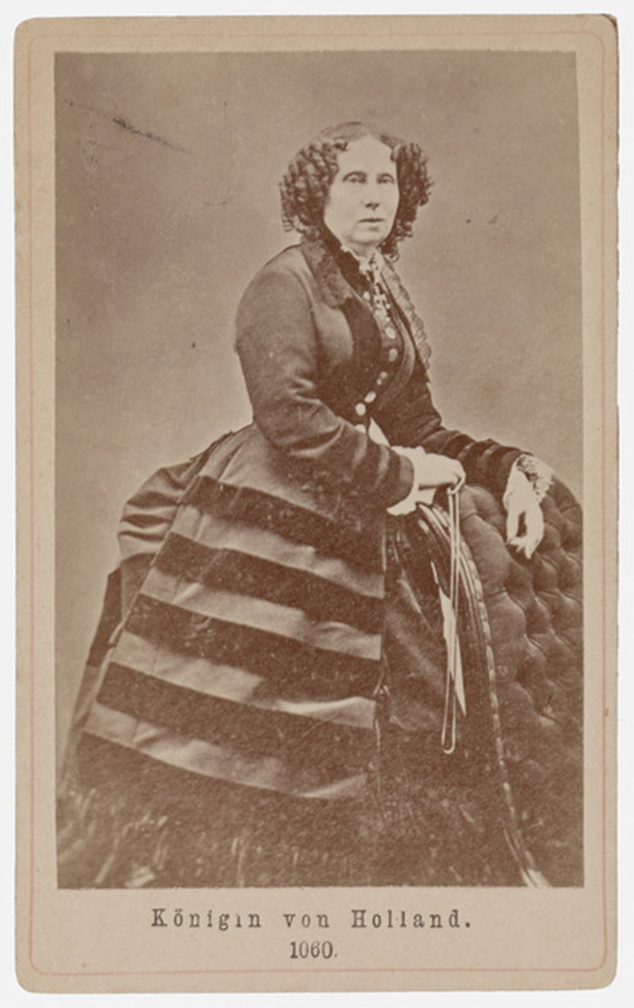
Sophie gefotografeerd als koningin rond 1870

Willem was een liefhebber van hedendaagse kunst, muziek en theater, terwijl Sophie een liefhebber van de letteren was. Zij correspondeerde met Europese geleerden en staatslieden, kortom met de groten van haar tijd, sprak vloeiend haar talen en onderhield warme banden met de Franse keizer Napoleon III die via haar vaders zus familie was. Zij publiceerde artikelen in het prestigieuze tijdschrift "Revue des deux Mondes". Uit haar lectuurlijst blijkt dat ze naast Stendhal ook Jean-Jacques Rousseau, Lord Byron, Tacitus en Benjamin Constant las. Zij correspondeerde met de historicus Leopold von Ranke, de archeoloog Heinrich Schliemann, de politicus Adolphe Thiers, Westminsterdeken Stanley en historicus John Lothrop Motley. Zij was een regelmatig bezoeker van Schilderkundig Genootschap Pulchri Studio te Den Haag. Zij bezocht kunstschilders als Bosboom en Israëls in hun atelier en ontving kunstenaars als Jongkind en Pieneman ten paleize. De schilder, etser en lithograaf Andreas Schelfhout vond het leuk om Haagse personen te parodiëren en maakte tot Sophies vermaak ook een parodie op haar echtgenoot. In 1873 stelde zij een prijs beschikbaar voor een loterij ten behoeve van de bouw van de Vondelkerk, toen deze na financiële tegenslagen was stilgelegd.

### Politieke opvattingen
Sophie van Württemberg zag in de monarchie geen vorm van stabiliteit. In die zin liet zij zich als volgt uit:
De Nederlanders zullen ons houden zolang wij nodig zijn, d.w.z. zolang onze naam, Oranje, een gemeenschappelijke basis vormt voor de verscheidene politieke partijen; zodra dit niet meer het geval is, zullen ze ons wegsturen.
Sophie steunde de liberale leider Thorbecke, terwijl haar man de betweterige professor verafschuwde.

### Sophia Kinderziekenhuis
Haar bezoek en donatie aan het kinderziekenhuis in Rotterdam in 1869 leidde ertoe dat dit ziekenhuis zich vanaf 1870 het Sophia Kinderziekenhuis ging noemen.

### Beschermvrouwe
Sophie was beschermvrouwe van de in 1839 opgerichte The Royal Loo Hawking Club. Deze club werd in 1855 opgeheven. Sinds 1871 was ze beschermvrouwe van de Algemeen Nederlandsche Vrouwenvereniging Arbeid Adelt van Betsy Perk, de in 1867 door haar lijfarts opgerichte Koningin Sophia-Vereeniging tot Bescherming van Dieren en de Vereeniging ter Bevordering des Christendoms onder de Chineezen, die zich inzette voor de zending in China.

### Overlijden en bijzetting
Koningin Sophia overleed kort voor haar 59e verjaardag op Paleis Huis ten Bosch, dat indertijd in de gemeente Wassenaar lag. Uit het sectierapport bleek dat haar longen, lever, darmen en galblaas waren aangetast. De hartwanden waren "bijna vliesachtig". Conform haar wens werd zij niet gebalsemd (als een van de weinige Oranjes) en in haar trouwjurk gehuld, omdat volgens eigen zeggen haar leven al geëindigd was op haar trouwdag. Haar stoffelijk overschot werd op 20 juni bijgezet in de grafkelder van de Oranjes in de Nieuwe Kerk te Delft.

## Werken

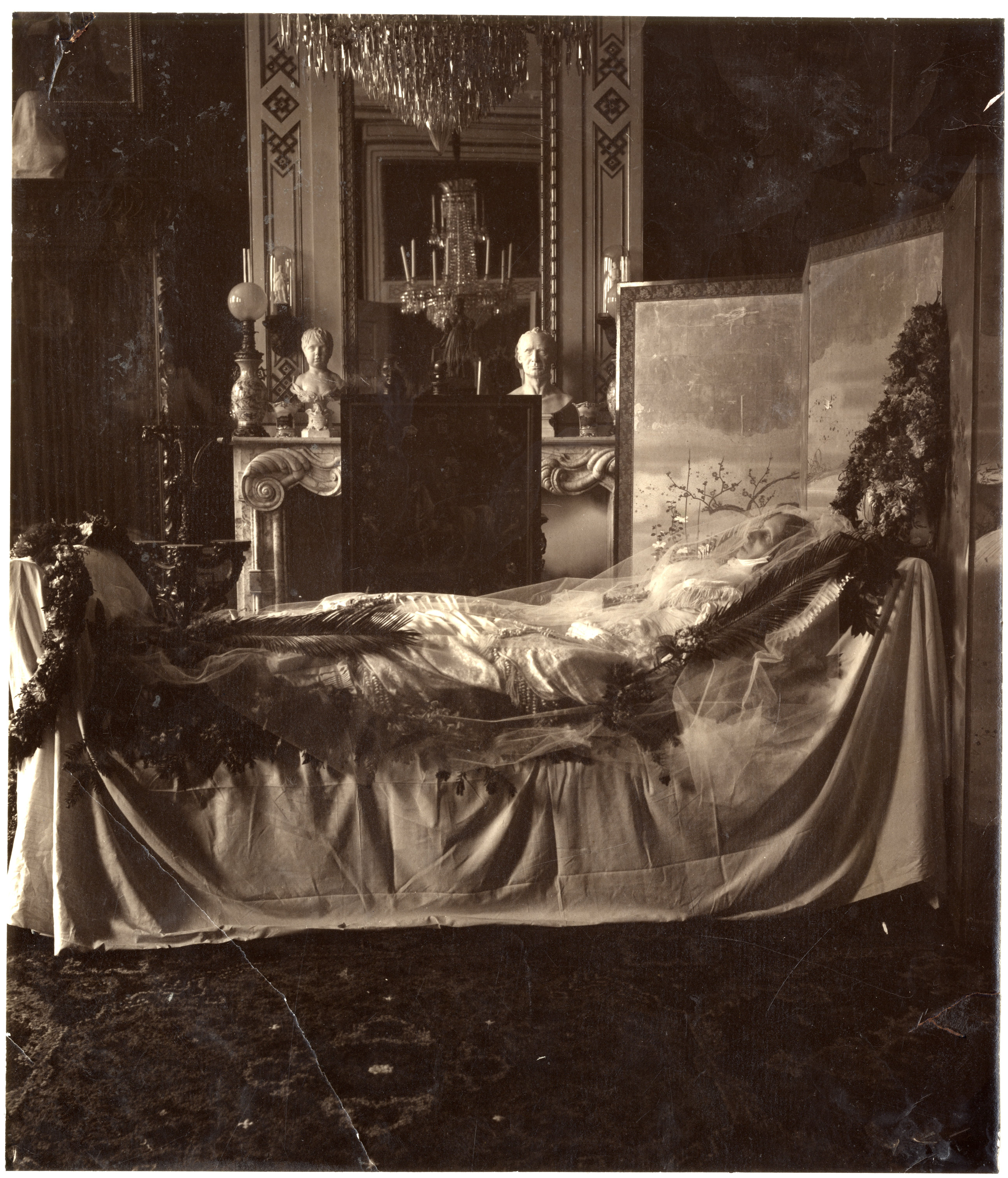
Koningin Sophia op haar doodsbed

Haar brieven aan de Britse Marian Dora Spalding, Lady Malet, echtgenote van een Engels diplomaat, werden door Hella Haasse vertaald en bewerkt, en verschenen in samenwerking met Sydney W. Jackman in 1984 onder de titel Een vreemdelinge in Den Haag. Uit de brieven van Koningin Sophie der Nederlanden aan Lady Malet. In 1865-1866 schreef ze haar memoires onder de naam l'Histoire de ma vie ('t Verhaal van mijn leven), die aanvankelijk bestemd waren voor haar vriend Lord Clarendon. Het eerste deel werd in 1984 uitgegeven als Koningin Sophie 1818-1877. Jeugdherinneringen in Biedermeierstijl van een Nederlandse vorstin uit Württemberg. Het tweede en laatste deel is ongepubliceerd gebleven, hoewel extracten hun weg vonden in de in 2013 uitgegeven biografie Koning Willem III 1817-1890 van historicus Dik van der Meulen en de biografie Sophie, koningin der Nederlanden van Dianne Hamer uit 2011.

## Gepubliceerde correspondentie
In 1989 verscheen de Engelse versie van het boek van Haasse en Jackman over de correspondentie met haar vertrouwelinge Lady Malet, met als titel A Stranger in the Hague: The Letters of Queen Sophie of the Netherlands to Lady Malet, 1842-1877. Het bevat deels andere brieven dan in de latere Nederlandse uitgaven uit 1984 en 1981, die beide verschenen onder de titel Een vreemdelinge in Den Haag. Uit de brieven van Koningin Sophie der Nederlanden aan Lady Malet.
De correspondentie, die op 22 maart 1842 begon, wordt ingedeeld in drie periodes: 1842-1849, 1849-1864 (in maart 1849 overleed koning Willem II en werd zij de echtgenote van koning Willem III) en 1864-1877 (de periode na de dood van haar vader tot aan haar eigen overlijden).
Aan het eind van het boek zijn de teksten opgenomen van brieven uit juni en juli 1877 van Elisabeth Lecky-van Dedem en Lady Sherbourne aan Lady Malet omtrent het overlijden van Sophie eerder dat jaar. Pauline van Dedem, een zuster van Elisabeth, was hofdame toen Elisabeth met de Engelse historicus Lecky huwde.
Haar correspondentie bevestigt het beeld van Sophie als een intelligente vrouw met een diepgaande intellectuele belangstelling. Zij had een ruime belangstelling voor de kunsten en wetenschappen van haar tijd en onderhield contacten met vooraanstaande wetenschappers en literatoren, onder anderen de historicus Motley en de archeoloog Heinrich Schliemann, kort na zijn opgravingen van het oude Troje en de burcht van Mycene.
In haar uitgebreide en openhartige briefwisseling met Lady Malet deed zij zonder enige terughoudendheid verslag van haar ongelukkige huwelijk en haar aanhoudende onwennigheid in de stad Den Haag, waar zij als echtgenote van koning Willem III was beland. Uit de door Jackman gepubliceerde correspondentie spreken de frustraties van een gecompliceerde maar zeer begaafde vrouw die, ernstig beperkt door de omstandigheden, nooit haar verlangen en politieke ambities heeft kunnen verwezenlijken.

## Kwartierstaat
| Frederik Eugenius van Württemberg (1732-1797) | Frederik Eugenius van Württemberg (1732-1797) | Frederik Eugenius van Württemberg (1732-1797) | Frederik Eugenius van Württemberg (1732-1797) | Frederik Eugenius van Württemberg (1732-1797) | Frederik Eugenius van Württemberg (1732-1797) | Frederika Dorothea Sophia van Brandenburg-Schwedt (1736-1798) | Frederika Dorothea Sophia van Brandenburg-Schwedt (1736-1798) | Frederika Dorothea Sophia van Brandenburg-Schwedt (1736-1798) | Frederika Dorothea Sophia van Brandenburg-Schwedt (1736-1798) | Frederika Dorothea Sophia van Brandenburg-Schwedt (1736-1798) | Frederika Dorothea Sophia van Brandenburg-Schwedt (1736-1798) |                                      |                                      | Karel Willem Ferdinand van Brunswijk-Wolfenbüttel (1735-1806) | Karel Willem Ferdinand van Brunswijk-Wolfenbüttel (1735-1806) | Karel Willem Ferdinand van Brunswijk-Wolfenbüttel (1735-1806) | Karel Willem Ferdinand van Brunswijk-Wolfenbüttel (1735-1806) | Karel Willem Ferdinand van Brunswijk-Wolfenbüttel (1735-1806) | Karel Willem Ferdinand van Brunswijk-Wolfenbüttel (1735-1806) | Augusta Frederika van Hannover (1737-1813)            | Augusta Frederika van Hannover (1737-1813)            | Augusta Frederika van Hannover (1737-1813)            | Augusta Frederika van Hannover (1737-1813)            | Augusta Frederika van Hannover (1737-1813) | Augusta Frederika van Hannover (1737-1813) |  |  | Peter III van Rusland (1728–1762) | Peter III van Rusland (1728–1762) | Peter III van Rusland (1728–1762)                     | Peter III van Rusland (1728–1762)                     | Peter III van Rusland (1728–1762)                     | Peter III van Rusland (1728–1762)                     | Catharina de Grote (1729–1796)                        | Catharina de Grote (1729–1796)                        | Catharina de Grote (1729–1796) | Catharina de Grote (1729–1796) | Catharina de Grote (1729–1796)             | Catharina de Grote (1729–1796)             |                                            |                                            | Frederik Eugenius van Württemberg (1732-1797) | Frederik Eugenius van Württemberg (1732-1797) | Frederik Eugenius van Württemberg (1732-1797)              | Frederik Eugenius van Württemberg (1732-1797)              | Frederik Eugenius van Württemberg (1732-1797)              | Frederik Eugenius van Württemberg (1732-1797)              | Frederika Dorothea Sophia van Brandenburg-Schwedt (1736-1798) | Frederika Dorothea Sophia van Brandenburg-Schwedt (1736-1798) | Frederika Dorothea Sophia van Brandenburg-Schwedt (1736-1798) | Frederika Dorothea Sophia van Brandenburg-Schwedt (1736-1798) | Frederika Dorothea Sophia van Brandenburg-Schwedt (1736-1798) | Frederika Dorothea Sophia van Brandenburg-Schwedt (1736-1798) |  |  |  |  |  |  |  |  |  |  |  |  |  |  |  |  |  |  |  |  |  |  |  |  |  |  |  |  |  |  |  |  |  |  |  |  |  |  |  |  |  |  |  |  |  |  |  |  |
| Frederik Eugenius van Württemberg (1732-1797) | Frederik Eugenius van Württemberg (1732-1797) | Frederik Eugenius van Württemberg (1732-1797) | Frederik Eugenius van Württemberg (1732-1797) | Frederik Eugenius van Württemberg (1732-1797) | Frederik Eugenius van Württemberg (1732-1797) | Frederika Dorothea Sophia van Brandenburg-Schwedt (1736-1798) | Frederika Dorothea Sophia van Brandenburg-Schwedt (1736-1798) | Frederika Dorothea Sophia van Brandenburg-Schwedt (1736-1798) | Frederika Dorothea Sophia van Brandenburg-Schwedt (1736-1798) | Frederika Dorothea Sophia van Brandenburg-Schwedt (1736-1798) | Frederika Dorothea Sophia van Brandenburg-Schwedt (1736-1798) |                                      |                                      | Karel Willem Ferdinand van Brunswijk-Wolfenbüttel (1735-1806) | Karel Willem Ferdinand van Brunswijk-Wolfenbüttel (1735-1806) | Karel Willem Ferdinand van Brunswijk-Wolfenbüttel (1735-1806) | Karel Willem Ferdinand van Brunswijk-Wolfenbüttel (1735-1806) | Karel Willem Ferdinand van Brunswijk-Wolfenbüttel (1735-1806) | Karel Willem Ferdinand van Brunswijk-Wolfenbüttel (1735-1806) | Augusta Frederika van Hannover (1737-1813)            | Augusta Frederika van Hannover (1737-1813)            | Augusta Frederika van Hannover (1737-1813)            | Augusta Frederika van Hannover (1737-1813)            | Augusta Frederika van Hannover (1737-1813) | Augusta Frederika van Hannover (1737-1813) |  |  | Peter III van Rusland (1728–1762) | Peter III van Rusland (1728–1762) | Peter III van Rusland (1728–1762)                     | Peter III van Rusland (1728–1762)                     | Peter III van Rusland (1728–1762)                     | Peter III van Rusland (1728–1762)                     | Catharina de Grote (1729–1796)                        | Catharina de Grote (1729–1796)                        | Catharina de Grote (1729–1796) | Catharina de Grote (1729–1796) | Catharina de Grote (1729–1796)             | Catharina de Grote (1729–1796)             |                                            |                                            | Frederik Eugenius van Württemberg (1732-1797) | Frederik Eugenius van Württemberg (1732-1797) | Frederik Eugenius van Württemberg (1732-1797)              | Frederik Eugenius van Württemberg (1732-1797)              | Frederik Eugenius van Württemberg (1732-1797)              | Frederik Eugenius van Württemberg (1732-1797)              | Frederika Dorothea Sophia van Brandenburg-Schwedt (1736-1798) | Frederika Dorothea Sophia van Brandenburg-Schwedt (1736-1798) | Frederika Dorothea Sophia van Brandenburg-Schwedt (1736-1798) | Frederika Dorothea Sophia van Brandenburg-Schwedt (1736-1798) | Frederika Dorothea Sophia van Brandenburg-Schwedt (1736-1798) | Frederika Dorothea Sophia van Brandenburg-Schwedt (1736-1798) |  |  |  |  |  |  |  |  |  |  |  |  |  |  |  |  |  |  |  |  |  |  |  |  |  |  |  |  |  |  |  |  |  |  |  |  |  |  |  |  |  |  |  |  |  |  |  |  |
|                                               |                                               |                                               |                                               |                                               |                                               |                                                               |                                                               |                                                               |                                                               |                                                               |                                                               |                                      |                                      |                                                               |                                                               |                                                               |                                                               |                                                               |                                                               |                                                       |                                                       |                                                       |                                                       |                                            |                                            |  |  |                                   |                                   |                                                       |                                                       |                                                       |                                                       |                                                       |                                                       |                                |                                |                                            |                                            |                                            |                                            |                                               |                                               |                                                            |                                                            |                                                            |                                                            |                                                               |                                                               |                                                               |                                                               |                                                               |                                                               |  |  |  |  |  |  |  |  |  |  |  |  |  |  |  |  |  |  |  |  |  |  |  |  |  |  |  |  |  |  |  |  |  |  |  |  |  |  |  |  |  |  |  |  |  |  |  |  |
|                                               |                                               |                                               |                                               | Frederik I van Württemberg (1754-1816)        | Frederik I van Württemberg (1754-1816)        | Frederik I van Württemberg (1754-1816)                        | Frederik I van Württemberg (1754-1816)                        | Frederik I van Württemberg (1754-1816)                        | Frederik I van Württemberg (1754-1816)                        |                                                               |                                                               |                                      |                                      |                                                               |                                                               | Augusta Caroline van Brunswijk (1764-1788)                    | Augusta Caroline van Brunswijk (1764-1788)                    | Augusta Caroline van Brunswijk (1764-1788)                    | Augusta Caroline van Brunswijk (1764-1788)                    | Augusta Caroline van Brunswijk (1764-1788)            | Augusta Caroline van Brunswijk (1764-1788)            |                                                       |                                                       |                                            |                                            |  |  |                                   |                                   |                                                       |                                                       | Paul I van Rusland (1754-1801)                        | Paul I van Rusland (1754-1801)                        | Paul I van Rusland (1754-1801)                        | Paul I van Rusland (1754-1801)                        | Paul I van Rusland (1754-1801) | Paul I van Rusland (1754-1801) |                                            |                                            |                                            |                                            |                                               |                                               | Sophia Dorothea Augusta Louisa van Württemberg (1759-1828) | Sophia Dorothea Augusta Louisa van Württemberg (1759-1828) | Sophia Dorothea Augusta Louisa van Württemberg (1759-1828) | Sophia Dorothea Augusta Louisa van Württemberg (1759-1828) | Sophia Dorothea Augusta Louisa van Württemberg (1759-1828)    | Sophia Dorothea Augusta Louisa van Württemberg (1759-1828)    |                                                               |                                                               |                                                               |                                                               |  |  |  |  |  |  |  |  |  |  |  |  |  |  |  |  |  |  |  |  |  |  |  |  |  |  |  |  |  |  |  |  |  |  |  |  |  |  |  |  |  |  |  |  |  |  |  |  |
|                                               |                                               |                                               |                                               | Frederik I van Württemberg (1754-1816)        | Frederik I van Württemberg (1754-1816)        | Frederik I van Württemberg (1754-1816)                        | Frederik I van Württemberg (1754-1816)                        | Frederik I van Württemberg (1754-1816)                        | Frederik I van Württemberg (1754-1816)                        |                                                               |                                                               |                                      |                                      |                                                               |                                                               | Augusta Caroline van Brunswijk (1764-1788)                    | Augusta Caroline van Brunswijk (1764-1788)                    | Augusta Caroline van Brunswijk (1764-1788)                    | Augusta Caroline van Brunswijk (1764-1788)                    | Augusta Caroline van Brunswijk (1764-1788)            | Augusta Caroline van Brunswijk (1764-1788)            |                                                       |                                                       |                                            |                                            |  |  |                                   |                                   |                                                       |                                                       | Paul I van Rusland (1754-1801)                        | Paul I van Rusland (1754-1801)                        | Paul I van Rusland (1754-1801)                        | Paul I van Rusland (1754-1801)                        | Paul I van Rusland (1754-1801) | Paul I van Rusland (1754-1801) |                                            |                                            |                                            |                                            |                                               |                                               | Sophia Dorothea Augusta Louisa van Württemberg (1759-1828) | Sophia Dorothea Augusta Louisa van Württemberg (1759-1828) | Sophia Dorothea Augusta Louisa van Württemberg (1759-1828) | Sophia Dorothea Augusta Louisa van Württemberg (1759-1828) | Sophia Dorothea Augusta Louisa van Württemberg (1759-1828)    | Sophia Dorothea Augusta Louisa van Württemberg (1759-1828)    |                                                               |                                                               |                                                               |                                                               |  |  |  |  |  |  |  |  |  |  |  |  |  |  |  |  |  |  |  |  |  |  |  |  |  |  |  |  |  |  |  |  |  |  |  |  |  |  |  |  |  |  |  |  |  |  |  |  |
|                                               |                                               |                                               |                                               |                                               |                                               |                                                               |                                                               |                                                               |                                                               | Willem I van Württemberg (1781-1864)                          | Willem I van Württemberg (1781-1864)                          | Willem I van Württemberg (1781-1864) | Willem I van Württemberg (1781-1864) | Willem I van Württemberg (1781-1864)                          | Willem I van Württemberg (1781-1864)                          |                                                               |                                                               |                                                               |                                                               |                                                       |                                                       |                                                       |                                                       |                                            |                                            |  |  |                                   |                                   |                                                       |                                                       |                                                       |                                                       |                                                       |                                                       |                                |                                | Catharina Paulowna van Rusland (1788-1819) | Catharina Paulowna van Rusland (1788-1819) | Catharina Paulowna van Rusland (1788-1819) | Catharina Paulowna van Rusland (1788-1819) | Catharina Paulowna van Rusland (1788-1819)    | Catharina Paulowna van Rusland (1788-1819)    |                                                            |                                                            |                                                            |                                                            |                                                               |                                                               |                                                               |                                                               |                                                               |                                                               |  |  |  |  |  |  |  |  |  |  |  |  |  |  |  |  |  |  |  |  |  |  |  |  |  |  |  |  |  |  |  |  |  |  |  |  |  |  |  |  |  |  |  |  |  |  |  |  |
|                                               |                                               |                                               |                                               |                                               |                                               |                                                               |                                                               |                                                               |                                                               | Willem I van Württemberg (1781-1864)                          | Willem I van Württemberg (1781-1864)                          | Willem I van Württemberg (1781-1864) | Willem I van Württemberg (1781-1864) | Willem I van Württemberg (1781-1864)                          | Willem I van Württemberg (1781-1864)                          |                                                               |                                                               |                                                               |                                                               |                                                       |                                                       |                                                       |                                                       |                                            |                                            |  |  |                                   |                                   |                                                       |                                                       |                                                       |                                                       |                                                       |                                                       |                                |                                | Catharina Paulowna van Rusland (1788-1819) | Catharina Paulowna van Rusland (1788-1819) | Catharina Paulowna van Rusland (1788-1819) | Catharina Paulowna van Rusland (1788-1819) | Catharina Paulowna van Rusland (1788-1819)    | Catharina Paulowna van Rusland (1788-1819)    |                                                            |                                                            |                                                            |                                                            |                                                               |                                                               |                                                               |                                                               |                                                               |                                                               |  |  |  |  |  |  |  |  |  |  |  |  |  |  |  |  |  |  |  |  |  |  |  |  |  |  |  |  |  |  |  |  |  |  |  |  |  |  |  |  |  |  |  |  |  |  |  |  |
|                                               |                                               |                                               |                                               |                                               |                                               |                                                               |                                                               |                                                               |                                                               |                                                               |                                                               |                                      |                                      |                                                               |                                                               |                                                               |                                                               |                                                               |                                                               |                                                       |                                                       |                                                       |                                                       |                                            |                                            |  |  |                                   |                                   |                                                       |                                                       |                                                       |                                                       |                                                       |                                                       |                                |                                |                                            |                                            |                                            |                                            |                                               |                                               |                                                            |                                                            |                                                            |                                                            |                                                               |                                                               |                                                               |                                                               |                                                               |                                                               |  |  |  |  |  |  |  |  |  |  |  |  |  |  |  |  |  |  |  |  |  |  |  |  |  |  |  |  |  |  |  |  |  |  |  |  |  |  |  |  |  |  |  |  |  |  |  |  |
|                                               |                                               |                                               |                                               |                                               |                                               |                                                               |                                                               |                                                               |                                                               |                                                               |                                                               |                                      |                                      |                                                               |                                                               |                                                               |                                                               |                                                               |                                                               |                                                       |                                                       |                                                       |                                                       |                                            |                                            |  |  |                                   |                                   |                                                       |                                                       |                                                       |                                                       |                                                       |                                                       |                                |                                |                                            |                                            |                                            |                                            |                                               |                                               |                                                            |                                                            |                                                            |                                                            |                                                               |                                                               |                                                               |                                                               |                                                               |                                                               |  |  |  |  |  |  |  |  |  |  |  |  |  |  |  |  |  |  |  |  |  |  |  |  |  |  |  |  |  |  |  |  |  |  |  |  |  |  |  |  |  |  |  |  |  |  |  |  |
|                                               |                                               |                                               |                                               |                                               |                                               |                                                               |                                                               |                                                               |                                                               |                                                               |                                                               |                                      |                                      |                                                               |                                                               |                                                               |                                                               | Marie Frederike Charlotte van Württemberg (1816–1887)         | Marie Frederike Charlotte van Württemberg (1816–1887)         | Marie Frederike Charlotte van Württemberg (1816–1887) | Marie Frederike Charlotte van Württemberg (1816–1887) | Marie Frederike Charlotte van Württemberg (1816–1887) | Marie Frederike Charlotte van Württemberg (1816–1887) |                                            |                                            |  |  |                                   |                                   | Sophia Frederika Mathilda van Württemberg (1818–1877) | Sophia Frederika Mathilda van Württemberg (1818–1877) | Sophia Frederika Mathilda van Württemberg (1818–1877) | Sophia Frederika Mathilda van Württemberg (1818–1877) | Sophia Frederika Mathilda van Württemberg (1818–1877) | Sophia Frederika Mathilda van Württemberg (1818–1877) |                                |                                |                                            |                                            |                                            |                                            |                                               |                                               |                                                            |                                                            |                                                            |                                                            |                                                               |                                                               |                                                               |                                                               |                                                               |                                                               |  |  |  |  |  |  |  |  |  |  |  |  |  |  |  |  |  |  |  |  |  |  |  |  |  |  |  |  |  |  |  |  |  |  |  |  |  |  |  |  |  |  |  |  |  |  |  |  |